# Carolyn McGregor
Carolyn McGregor (* Mai 1996 in Lübeck) ist eine deutsche Schauspielerin.

## Leben
Im Jahre 2003 bewarb sich Carolyn McGregor zum ersten Mal bei einem Casting. Nach einem mehrmonatigen Auswahlverfahren erhielt sie 2004 im Alter von sieben Jahren ihre erste Fernsehrolle bei 4 gegen Z, wo sie von 2005 bis 2006 die Hauptrolle der Leonie Lehnhoff verkörperte. An ihrer Seite spielte der berühmte Hollywood-Bösewicht Udo Kier sowie weitere namhafte Schauspieler wie Karoline Eichhorn, Siegfried Terpoorten, Andreas Pietschmann, Lucas Gregorowicz oder Eva-Maria Hagen.
2006 drehte sie eine Folge der 21. Staffel beim Großstadtrevier unter der Regie von Miko Zeuschner als Charlotta Reuter. Im selben Jahr spielte sie die Hauptrolle Nina in der ZDF-Produktion „In der Weihnachtsbäckerei“ an der Seite von Rolf Zuckowski.
Für das Projekt „Arts meets Charity“ stellte sich McGregor im März 2006 zur Verfügung. Der Erlös aus dem Verkauf des Kalenders kommt dem Projekt „Pädagogischer Mittagstisch“ des Deutschen Kinderschutzbundes e. V. zugute.
Nachdem sie im Jahre 2007 eine Pause einlegte, spielte McGregor 2008 drei Wochen auf Amrum unter der Regie von Helmut Metzger neben Janina Hartwig die Hauptrolle Laura Lehmann in dem Fernsehfilm „Stürmische Zeiten (AT)“, der unter dem Titel „Ein Strauß voll Glück“ am 28. August 2008 erstmals ausgestrahlt wurde.
Vor und nach den Dreharbeiten konnte man sie auf der Freilichtbühne Lübeck als Annika in der Produktion „Pippi Langstrumpf“ sehen. 2010 moderierte sie als Kinderreporterin den Vattenfall Schul-Cup 2010 in Hamburg. Carolyn McGregor wird von der Hamburger Agentur New Talent vertreten.

## Bilder
- Offizielle Homepage von Carolyn McGregor
- Offizielle Bilder von Carolyn McGregor

## Filmografie (Auswahl)
- 2005–2006: 4 gegen Z, Leonie Lehnhoff, Hauptrolle (Fernsehserie)
- 2006: Großstadtrevier Charlotta Reuter, Staffel 21, Folge 3, Episodenhauptrolle (Fernsehserie)
- 2006: In der Weihnachtsbäckerei, Nina, Hauptrolle (Fernsehfilm)
- 2009: Ein Strauß voll Glück, Laura Lehmann, Hauptrolle (Fernsehfilm)

## Theater
- 2008: Pippi Langstrumpf, Annika, (Theater, Freilichtbühne Lübeck)